# François Perret (pâtissier)
Pour les articles homonymes, voir Perret et François Perret.

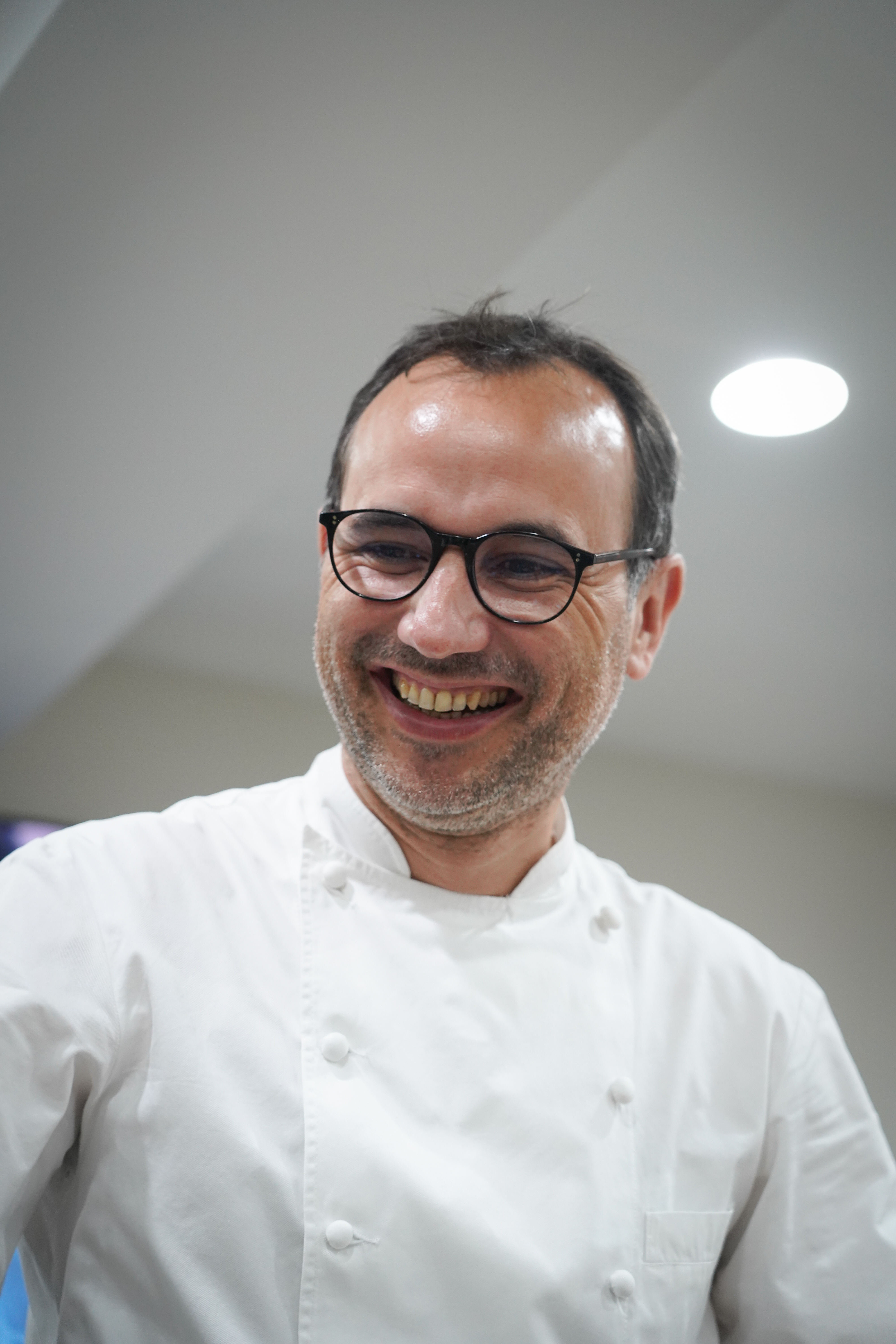

François Perret, né en 1980 à Bourg-en-Bresse, est un chef pâtissier français. Il est le chef pâtissier du Ritz Paris depuis 2015 et de Ritz Paris Le Comptoir.

## Biographie

### Carrière dans les palaces
Il passe par plusieurs brigades de palaces parisiens : le Meurice, le George V, l’hôtel Lancaster ou encore le Shangri-La Paris. En 2015, il intègre le Ritz Paris où il signe la carte sucrée, dans le cadre de la réouverture de l’hôtel après de longs travaux de rénovation.

### The Chef in a Truck
En 2020, la plateforme de vidéos à la demande Netflix diffuse la série The Chef in a Truck, réalisée par Eric Nebot. Il s’agit d’une émission de six épisodes qui suit le chef pâtissier dans un voyage à Los Angeles à bord d’un food truck. François Perret troque donc les cuisines du Ritz Paris, le palace parisien où il travaille, pour aller à la rencontre de la scène culinaire de la côte ouest des États-Unis où il revisite des gâteaux typiquement américains'.

## Philosophie
Il travaille souvent ses entremets en trompe l’œil, comme le marbré ou encore la barquette.
Ses créations les plus connues sont la madeleine, le mille-feuille ou encore le cake marbré. Il a souvent recours à la crème d’Étrez, originaire de sa région natale.

## Distinctions
En 2017 il est élu "meilleur chef pâtissier de France par le magazine le Chef"[réf. nécessaire]
En 2019, il est élu "meilleur pâtissier de restaurant du Monde » par l'association Les Grandes Tables du Monde.
En 2019, il reçoit le titre de "Bressan de l’année » par l'Académie de la Bresse.
En 2024, il décroche le titre de "la meilleur pâtisserie du monde"[réf. nécessaire]
En 2024, il est décoré "Chevalier des arts et des lettres"[réf. nécessaire]

## Livres
- François Perret, Instants Sucrés au Ritz Paris, Editions de La Martinière, 2019.
- François Perret, The Chef in a Truck, édition Flammarion 2021
- François Perret, Pâtisserie Maison, édition Michel Lafon 2024